# إبراهيم خليل باران
إبراهيم خلـيل باران (بالتركية: İbrahim Halil Baran) هو كاتب وشاعر كردي، ولد في 7 سبتمبر 1981 في أورفة في تركيا. درس في جامعة دجلة ولاحقا حصل على شهادة الماجستير من جامعة بيلكنت. عمل محررًا لمجلة (يوم سانات) في ذلك الوقت. [1] في عام 2015 كتب مقالاً لشبكة رووداو الإعلامية.
في عام 2021، حكمت محكمة في أورفة على باران بالسجن ثلاث سنوات وستة أشهر بتهمة "التحريض ضد الأمة التركية والجمهورية التركية والمؤسسات والهيئات الحكومية" فيما يتعلق بحوالي 30 تغريدة ومقال. لم يتم إخطار باران وعلم بالحكم عام 2022. ومنذ صدور الحكم لم يعد إلى تركيا.